# Volkswagen Samba
 (février 2024).
Si vous disposez d'ouvrages ou d'articles de référence ou si vous connaissez des sites web de qualité traitant du thème abordé ici, merci de compléter l'article en donnant les références utiles à sa vérifiabilité et en les liant à la section « Notes et références ».

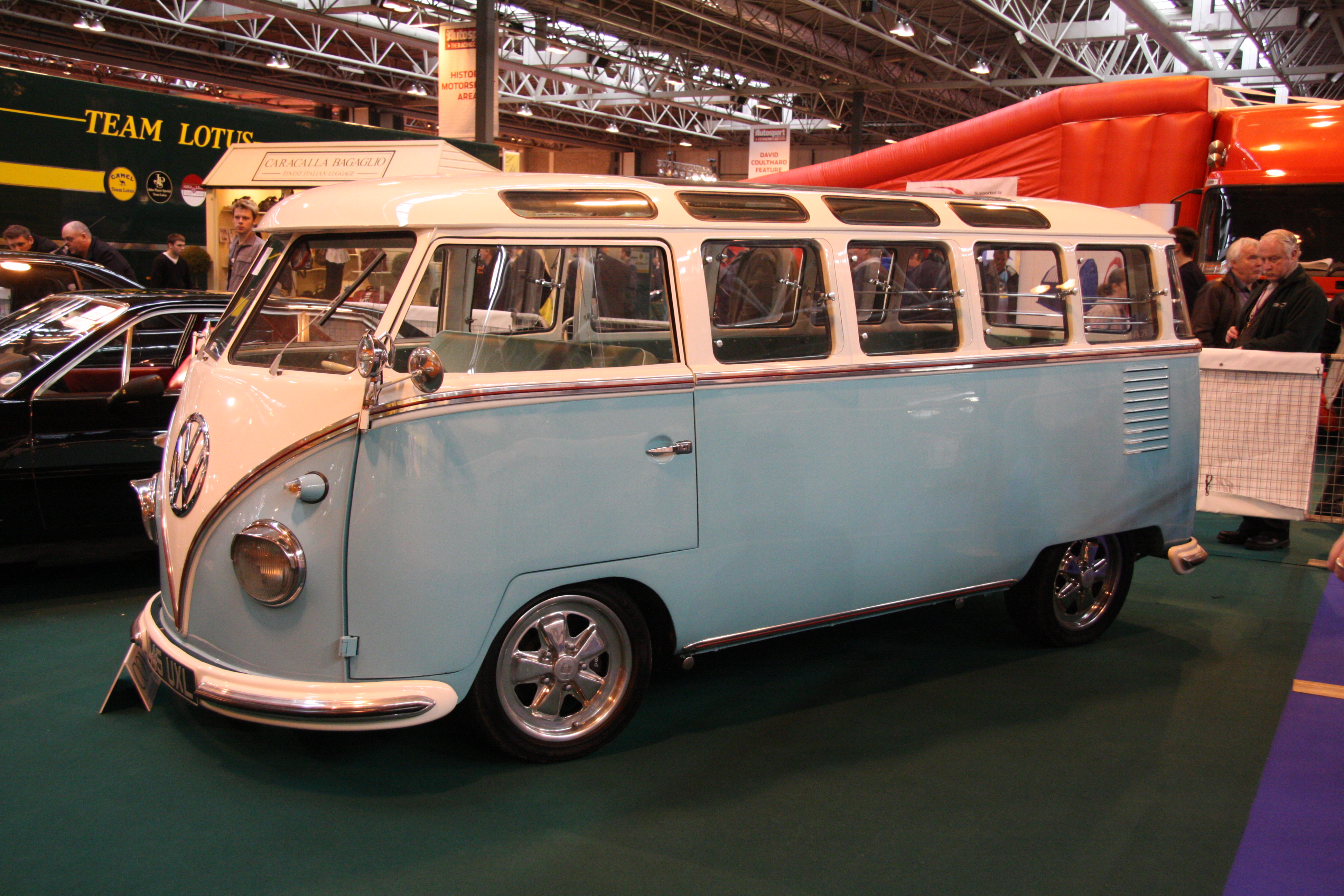
la VW SAMBA est le combi originel utilisé par les surfeurs californiens.

Le Volkswagen Combi Samba-Bus est la version Deluxe du Minibus de 1950. Il est produit à partir de 1951 et jusqu'à 1967. Comme tous les Combi, il dispose des fameuses barn-doors (« portes de grange »), qui offrent un large accès, mais surtout de 23 fenêtres, dont huit lanterneaux au bord du toit et 2 fenêtres arrondies en plexiglas dans les coins arrière. Il peut emporter jusqu'à 9 personnes.

## Histoire
Le Volkswagen Samba, officiellement soue le nom Kleinbus Sonderausführung (petit bus, version spéciale) et commercialisé sous le nom de Microbus Deluxe et Sunroof Deluxe aux États-Unis, était la version la plus luxueuse du T1.
Le nom Samba apparaît pour la première fois dans la littérature officielle dans les listes de prix néerlandaises.

## Évolutions
Au départ, le moteur 1 131 cm3 développe seulement 25 ch et entraîne le Combi à 85 km/h (avec le vent dans le dos)[réf. nécessaire].
En 1954, la cylindrée du moteur est portée à 1 192 cm3 pour 30 ch (34 ch en 1960). Le Combi roule maintenant à 95 km/h[réf. nécessaire].
En 1955, les vitres de coin sont désormais en verre et non plus en plexiglas[réf. nécessaire].
En 1962, le Combi est aussi disponible avec le nouveau moteur 1 493 cm3 développant 42 ch pour une vitesse maxi passant de 95 à 105 km/h[réf. nécessaire].
En 1963, le Combi subit un lifting qui touche principalement l'arrière. Le hayon et sa lunette sont agrandis. Résultat, les 2 fenêtres de coin disparaissent et le Samba-Bus devient « Samba 21 fenêtres »[réf. nécessaire].
En 1964, les Micro-bus et Samba-bus reçoivent maintenant une toile de toit découvrable en matière synthétique[réf. nécessaire].
En 1967, le Combi première génération tire sa révérence et laisse la place au T2 « Bay Window »[réf. nécessaire].